# Ferdinand I., car Svetog Rimskog Carstva
Ferdinand I. (dvorac Alcalá de Henares kod Madrida, 10. ožujka 1503. – Beč, 25. srpnja 1564.), austrijski nadvojvoda (1521. – 1564.), češki kralj (1527. – 1564.), ugarsko-hrvatski kralj (1526/1527. – 1564.), rimsko-njemački car (1556. – 1564) iz dinastije Habsburg. Njegovim dolaskom na vlast stupa na prijestolje dinastija koja će vladati Hrvatskom i Ugarskom sve do 1918. godine.

## Životopis

### Djetinjstvo i mladost
Ferdinand je bio sin austrijskog nadvojvode i kastilskog kralja Filipa Lijepog († 1506.), nasljednika habsburških zemalja i kastiljske kraljice Ivane Lude († 1555.), nasljednice Kastilije i Aragona. S očeve je strane bio unuk cara
Maksimilijana I. (1486. – 1519.), a s majčine aragonskog kralja Ferdinanda II. Katoličkog (1479. – 1516.) i kastiljske kraljice Izabele I. (1474. – 1504.). 
Tijekom djetinjstva, koje je proveo na dvoru svoga djeda Ferdinanda Katoličkog, odgajan je za vladara Kastilije i Aragona, na što je bio predodređen kao drugorođeni sin po roditeljskom bračnom sporazumu. Njegov stariji brat Karlo trebao je postati njemačko-rimski car i austrijski nadvojvoda. 
Ipak, kao posljedica tragičnih obiteljskih okolnosti taj prvobitni sporazum o nasljeđivanju zemalja propada i njegov brat nasljeđuje sve zemlje, završno s 1519. godinom. Na kraju, da bi olakšao upravljanje golemim carstvom, Karlo V. (1519. – 1556.) ipak ustupa bratu Ferdinandu 1521. austrijske zemlje, koje su uz austrijski obuhvaćale i teritorij današnje Slovenije. Ferdinand je međutim pri preuzimanju svoga posjeda naišao na teškoće, jer niti je znao njemački, niti je poznavao običaje zemlje. Austrijski staleži, čija je prava Ferdinand pokušavao ograničiti, pružili su mu otpor. Na najveći otpor Ferdinand je naišao u Beču. Ali kada je dao pogubiti osam predvodnika otpora, Beč i ostala Austrija su mu se pokorili.

### Hrvatski kralj
Sudbina ovoga tada nevažnog austrijskog nadvojvode naglo se poboljšala katastrofalnom bitkom kod Mohača 1526. kada su trupe Hrvatsko-Ugarskog Kraljevstva uništene od Turaka i u kojoj je poginuo i ugarsko-hrvatski i češki kralj Ludovik II. (1516. – 1526.). Ferdinand je sada pretendirao na ta prijestolja, sukladno sporazumu o međusobnom nasljeđivanju. Njegov djed, car Maksimilijan I., je naime još 1491. godine, a što je ponovo potvrđeno 1515. sklopio s tadašnjim ugarsko-hrvatskim i češkim kraljem Vladislavom II. nasljedni ugovor prema kojemu su Vladislava, umre li bez muškog potomka, u njegovim zemljama trebali naslijediti Habsburgovci. Ugovor je zapečaćen i Ferdinandovim vjenčanjem 1521. s Anom Jagelović, kćerkom Vladislava II. te Ferdinandove sestre Marije za Vladislavova sina i budućeg kralja Ludovika. 
Ferdinand je 1. siječnja 1527. na saboru u Cetingradu izabran za hrvatskoga kralja. Hrvatsko plemstvo, koje je tom prigodom izdalo Cetingradsku povelju, jednu od najvažnijih isprava u hrvatskoj povijesti, pri izboru se najviše vodilo praktičnim razlozima. Očekivalo je naime da će Ferdinand braniti Hrvatsku tada teško ugroženu od Turaka. U Ugarskoj se stanje zakompliciralo. Manji dio plemstva izabrao je Ferdinanda 16. prosinca 1526. u Požunu za ugarskog kralja, dok se veći dio zemlje zajedno sa Slavonijom priklonio erdeljskom vojvodi Ivanu Zapolji. Ferdinand je bez problema 24. listopada 1526. godine izabran za češkog kralja i okrunjen 24. veljače 1527. u Pragu.

### Rat sa Zapoljom
U Ugarskoj i Slavoniji planuo je 1527. građanski rat između Ferdinanda i Zapolje. Ferdinand se pokazao jačim, našto je Zapolja potražio pomoć od Turaka koji su 1529. opsjeli Beč. Ferdinand je pobjegao u Češku smatrajući da je sve izgubljeno. Turci su ipak uspješno odbijeni. Njihovom pomoću Zapolja je iste godine u Budimu okrunjen za kralja, ali u vazalskom odnosu prema Osmanskom Carstvu. Građanski rat se tako otegao godinama. Turci su u ljeto 1532. poduzeli novi pohod protiv Beča, ali je mala utvrda Kiseg, koju je energično branio hrvatski plemić Nikola Jurišić, pružila uspješan otpor, tako da su se Turci morali povući. Konačno, 1538. sklopio je Ferdinand sa Zapoljom mir u Velikom Varadinu. Tim mirom priznao je Ferdinand Zapolju za vladara u onom dijelu Ugarske koji je držao, ali ga je nakon njegove smrti trebao naslijediti Ferdinand. Time je građanski rat završen. 
Međutim, nakon Zapoljine smrti 1540. njegova je udovica Izabela zatražila za svog maloljetnog sina Ivana Sigismunda očevu baštinu i našla potporu kod Turaka. Turski sultan Sulejman I. provalio je u Ugarsku i 1541. osvojio Budim, dok je Ivanu Sigismundu prepustio Transilvaniju. Ferdinandu je tako na kraju ostala samo zapadna Ugarska s Požunom jer su najveći dio Ugarske osvojili Turci. 
5. siječnja 1531. njemački izborni knezovi izabrali su Ferdinanda za rimskoga kralja. Otada je zamjenjivao svoga brata Karla u Njemačkoj kao namjesnik (Staathalter) jer je ovaj često bio odsutan. U Njemačkoj se u to doba odvijala reformacija. Iako vatreni katolik Ferdinand je brzo uvidio da je nemoguće uništiti protestantizam u Njemačkoj. Stoga je vodio politiku kompromisa u čemu se pokazao tolerantnijim od svoga brata. No, u Austriji je Ferdinand s uspjehom suzbijao protestantizam zbog čega je Austrija za razliku od Njemačke ostala većinski katolička zemlja.

### Uređenje Habsburške Monarhije
Sve zemlje koje je Ferdinand stekao ujedinile su se tako u novu državu Habsburšku Monarhiju koja je, 1867. preimenovana u Austro-Ugarsku, postojala sve do 1918. Te zemlje su međutim u Ferdinandovo doba bili prilično nejednoliko razvijene, međusobno povezane zapravo samo Ferdinandovom osobom. Češki, ugarski i hrvatski staleži u Ferdinandu su naime gledali samo zajedničkoga vladara inače nezavisnih kraljevina, dok je Ferdinand sve zemlje kojima je vladao smatrao jednom državom. On zbog toga, želeći ojačati svoju državu iznutra i izvana, provodi upravnu reformu kojima pokušava centralizirati vlast u jednome središtu Beču. U Ferdinandovo doba nalazimo tek početke centralizacije, dok će njegovi nasljednici imati u tome puno više uspjeha. 
Još 1. siječnja 1527. Ferdinand je objavio dvorski red. Ovim je uređenjem organizirana centralna uprava, koja se u ponekim osnovama zadržala sve do 1848., i koja je jače povezala Austriju, Češku, Ugarsku i Hrvatsku. Od novih je ureda najviši rang imalo Tajno vijeće (Geheimrat), koje se bavilo vanjskom i unutrašnjom politikom. 
Dvorsko vijeće (Hofrat), čija je djelatnost 1537. ograničena na austrijske zemlje i Sveto Rimsko Carstvo, imalo je pod svojom nadležnošću i sudstvo. Dvorska kancelarija (Hofkanzlei) bila je važna, ali podređena služba; provodila je naredbe upravnih tijela. Na početku je bila podijeljena na tri odjeljenja, za Austriju, Češku i Ugarsku (s Hrvatskom i Slavonijom), ali su 1559. njezine nadležnosti ograničene na austrijske zemlje; Češka i Ugarska dobile su vlastite kancelarije.
Dvorska komora (Hofkammer) bila je pak nadležna za financije, a bile su joj podređene zemaljske komore u Beču, Innsbrucku, Pragu i Požunu. Njezin su rad često znatno ometali staleži (najviše ugarski i hrvatski), koji su imali pravo sudjelovanja u donošenju odluka. To je paraliziralo njen rad, jer je prilikom financiranja turskih ratova opskrba vojske novcem, streljivom i živežnim namirnicama odmah zahtijevala financijska sredstva. Državna je blagajna zbog toga često bila prazna tako da Ferdinand nije mogao pružiti veću pomoć ni Ugarskoj ni Hrvatskoj u obrani Turaka, na što se prilikom izbora za hrvatskog kralja bio obvezao. Ni njegov brat Karlo nije mu, zauzet španjolskim i talijanskim problemima, ratom s Francuskom te ratom protiv protestanata u Njemačkoj, mogao pružiti gotovo nikakvu vojnu i financijsku pomoć. Turci su tako u Ferdinandovo doba osvojili veliki dio Hrvatske i Ugarske. Ne može se reći da se Ferdinand nije trudio da učini sve što može u obrani protiv Turaka. Tako je godine 1556. osnovao Dvorsko ratno vijeće (Hofkriegsrat) kao središnji ured za potrebe vezane za obranu zemlje od Turaka. 
Nakon potpisivanja Augsburškog mira, Karlo V. ke abdicirao s carskog prijestolja, zato što nije htio prihvatiti činjenicu vjerskog raskola u Njemačkoj. Na carskom prijestolju naslijedio ga je brat Ferdinand koji je i okrunjen za njemačko-rimskog cara 1558. godine. Nastavio je voditi kompromisnu politiku prema protestantima. 
Ferdinand I. umro je 25. srpnja 1564. u Beču.

## Ferdinand kao vladar i čovjek
Ferdinand je u svojemu dugom, a unatoč brojnim preokretima, u osnovi uspješnom razdoblju vladavine uspio zadobiti povjerenje naroda u čije je zemlje dolazio kao stranac. Proširenje habsburške vlasti na Češku, Ugarsku i Hrvatsku, uvođenje dobre središnje uprave, vođenje obrambenih ratova protiv Turaka glavna su obilježja njegove vladavine. Unatoč ograničenim financijskim mogućnostima Ferdinand je mnogo doprinio za obranu Hrvatskog Kraljevstva od Turaka zbog čega se razdoblje njegovine vladavine smatra pozitivnim za Hrvatsku. 
Njegovi interesi za duhovne sadržaje bili su korisni za habsburške zbirke, dvorsku biblioteku i bečko sveučilište. Da bi Dvorska kapela u Beču mogla nesmetano djelovati, Ferdinand joj je uvijek darivao znatnu novčanu potporu. Zanimao se i za umjetnost. U Innsbrucku je dao dograditi veliki grobni spomenik svoga djeda Maksimilijana u dvorskoj crkvi i poljepšati tamošnje nadvojvodske dvore; jednako je proširio i dogradio kraljevske dvore na Hradčanima u Pragu i Beču. 
Ferdinand nije i pored velikih prednosti svoga duha i značaja bio osoba koja imponira. Bio je tek srednjega rasta, prije malen, zatim vrlo mršav, a za mlađih godina i blijedog lica. Nos mu je bio velik, usnice (osobito donje) debele, a podbradak izbočen, iako ne tako jako kao u brata mu Karla. Premda naoko slabašan ipak je bio vješt jahač, elegantan borac na turnirima i stravstven lovac. 
Ferdinand je živio prilično jednostavnim životom i odlikovao se najvećom umjerenošću. Ljeti je na užas stranih diplomata, koji bi ga pratili na putovanjima, ustajao u zoru, a zime dva ili tri sata prije zore. Svoju ženu Anu Jagelović vrlo je volio. Ona mu je do smrti 1547. rodila petnaestoro djece od kojih je devetero preživjelo.

## Obitelj i nasljednici
Ferdinand se oženio Anom Jagelović 25. svibnja 1521. godine u gradu Linzu u Austriji. S njim je imao dvanestero djece:
- Elizabeta, kraljica Poljske
- Maksimilijan II., car Svetog Rimskog Carstva
- Ana, bavarska princeza
- Ferdinand II., nadvojvoda Gornje Austrije
- Marija, kneginja Jülich-Cleves-Berga
- nadvojvotkinja Magdalena
- Katarina, kraljica Poljske
- Eleanora, kneginja Mantue
- nadvojvotkinja Margareta
- Barbara, kneginja Ferrare
- Karlo II., nadvojvoda Unutrašnje Austrije
- Ivana, velika vojvotkinja Toskane

Godine 1554. Ferdinand je započeo s podjelom svojih zemalja. Najstariji sin, Maksimilijan dobio je austrijske dunavske pokrajine, a osigurane su mu i krune Češke, Ugarske i Hrvatske i još je za očeva života okrunjen u ovim zemljama 1562. i 1563. godine. Godine 1562. također je izabran za rimskoga kralja, da bi nakon očeve smrti postao i njemačko-rimski car.
Ferdinandov drugi sin, Ferdinand, dobio je Gornju Austriju (Tirol i stare posjede), a njegov treći sin Karlo Unutrašnju Austriju (Štajersku, Korušku i Kranjsku) zajedno s Trstom, Pažinskom knežijom u Istri, Rijekom i kvarnerskim otocima. 

## Vanjske poveznice
- Ferdinand I. Hrvatska enciklopedija
- Ferdinand I. Proleksis enciklopedija
- Ferdinand I. (Holy Roman Emperor) Britannica (engl.)

| Prethodnik:                 | Hrvatsko-ugarski kralj (1527. – 1564.) | Nasljednik:                      |
| Ludovik II. (1516. – 1526.) | Hrvatsko-ugarski kralj (1527. – 1564.) | Maksimilijan II. (1564. – 1576.) |

| Prethodnik: | Rimsko-njemački car car (1556. – 1564.) | Nasljednik:                      |
| Karlo V.    | Rimsko-njemački car car (1556. – 1564.) | Maksimilijan II. (1564. – 1576.) |